# Élections municipales françaises de 1892
Les élections municipales se déroulent en France (sauf à Paris) le 1er et le 8 mai 1892.

## Contexte
Les élections municipales de Paris, qui sont décalées, auront lieu le 16 avril 1893.

## Résultats
À Lyon, la répartition des tendances politiques au sein du conseil municipal est peu modifiée, avec 46 conseillers radicaux, 7 socialistes et 1 réactionnaire ; le maire radical Antoine Gailleton conserve son poste.
À Marseille, le socialiste Siméon Flaissières, qui avait quitté le parti radical l'année précédente pour adhérer au parti ouvrier est élu maire après que la liste socialiste homogène qu'il avait constituée a été élue tout entière.